# كراش بانديكوت (لعبة فيديو)
كراش بنديكوت (بالإنجليزية: Crash Bandicoot)‏ هي لعبة فيديو أنتجت بواسطة سوني وطورت بواسطة نوتي دوغ للبلايستيتشن. وقد صدرت في أمريكا الشمالية في 9 سبتمبر 1996 وفي أوروبا 8 نوفمبر 1996. كراش بنديكوت 1 هي الجزء الأول من سلسلة كراش بانديكوت .

## طريقة اللعب
كراش لعبة مغامرة حيث يمكن للاعب أن يتحكم بكراش الذي يجب عليه تجاوز 3 جزر ليهزم عدوه دوكتور ان كورتيكس وينقذ حبيبته توانا.اللعبة مقسمة إلى عدة مستويات.هناك عدد معين من الفرص الذي تسمى «لايفس» أو حياة فإذا فقدها كراش جميعا بهجوم عدو أو السقوط في الماء أو في حفرة تنتهي اللعبة ويخير اللاعب أن يعود من البداية أو التكملة من آخر دور لعبه فإن كان يريد الأخير ماعليه إلا الضغط على نعم.
كراش لديه القدرة على القفز في الهواء والهبوط على أي عدو ولديه القدرة على الدوران اللولبي على شكل إعصار لإبعاد الأعداء من الشاشة.العدو إذا هجم بإعصار كراش يمكن أن يتأذى أي عدو بالقرب منه في الوقت نفسه. هذه الأساليب يمكن أن تستخدم في فتح الكثير من الصناديق في كل مستوى.معظم الصناديق يوجد فيها فاكهة الومبا الخيالية التي إذا جمع كراش كل 100 واحدة منها يحصل على «لايفس» أو فرصة إضافية.شيء آخر يوجد في الصناديق هو قناع أوكا أوكا الذي يحمي كراش من هجوم واحد فقط من أي عدو.تجميع 3 أقنعة يمنح كراش حصانة مؤقتة تحميه من كل الأخطار.صناديق الأسهم (مؤشر عليها بإشارة سهم) تدفع كراش إلى القفز أبعد من قفزه العادي، بينما صناديق TNT تنفجر بعد ثلاث ثواني من القفز عليها.الصناديق الذي عليهم علامة تعجب (!) عند القفز عليها تظهر صناديق مخفية محددة بخطوط بيضاء لم تلمس مسبقا.فائدة صناديق نقطة تفتيش هو عندما يخسر كراش فرصة يعود إلى مكان آخر صندوق نقطة تفتيش فتحه فلا يعود إلى البداية.
رموز أخرى قد توجد داخل الصناديق من وجه توانا أوكورتكس أو بريو فإذا جمع ثلاثة وجوه متشابهة يتجمد كل مافي الشاشة وكراش يذهب إلى الدورة الاضافية.في هذه الدورة يقوم اللاعب بواسطة كراش بتحطيم الكثير من الصناديق ليكسب الومبا ثم «لايفس».فإذا خسر بوقوعه في الحفر ينقل كراش للمستوى الذي كان يلعبه في نفس المكان ثم يخسر «لايفس».وأيضا يعود إلى نفس المكان إذا تجاوز دورة بونس بنجاح.اللاعب إذا ذهب إلى دورة البونس الخاصة بتوانا يمكنه أن يحفظ تقدمه في اللعبة بعد النجاح في الدورة اما دورة البونس الخاصة بكورتكس يحصل اللاعب على مفتاح بعد النجاح في الدورة وفائدة هذا المفتاح هو فتح المراحل السرية التي لايمكن الوصول اليها عادة عبر التقدم في اللعبة.
إذا أكمل كراش المرحلة دون خسارة أي «لايفس» واستطاع ان يحطم جميع الصناديق في المرحلة تظهر شاشة خاصة «المستوى مكتمل» ويحصل كراش على الجوهرة العادية أو الملونة لكن بعض المراحل توجد فيها صناديق مخفية لايمكن الوصول اليها الا بمساعدة الجواهر الملونة والتي يتم الحصول عليها من مرحلة أخرى بحيث هذه الجواهر تمكن اللاعب من الوصول إلى اماكن سرية توجد فيها هذه الصناديق وتظهر عدد الصناديق التي لم يتم تحطيمها بعد الفوز في المرحلة بدون خسارة أي لايفس.

## القصة

شخصيات كراش بانديكوت الجزء الأول

صورة من اللعبة في المرحلة الأولى.

البداية كان هناك عالمان شريران يقومان بعمل التجارب على الحيوانات بهدف غسل ادمغتها وتحويل إلى جيش تابع لهما ومن بين هذه الحيوانات حيوان بندقوط اسمه كراش ويكون قائد لهذا الجيش لكن التجربة فشلت وهرب كراش وقفر من نافذة المختبر وسقط في البحر بينما لاتزال صديقته تاونا في الاسر بعدها يستيقظ كراش وياتي القناع اكو اكو ويخبره ان عليه قطع 3 جزر ليصل إلى تاونا وينقذها وفي هذه الجزر يواجه كراش الاعداء من بينهم زعيم القرية بابو بابو في كوخه الذي يقع في الجزيرة الأولى وايضا الكنغر المجنون ريبرو في الشلال ودب الكوالا كونغ في منطقة البراكين في الجزيرة الثانية ويصل كراش للجزيرة الثالثة ويحارب زعيم المصنع بنسترايب وبعده يحارب الدكتور بريو في مختبر القلعة وبعد ان يهزمه يحدث حريق للقلعة ويهرب كراش ويواجه العدو الاخير الدكتور كورتكس في منطاده ويهزمه ويسقط كورتكس إلى الاسفل وينقذ كراش صديقته تاونا.
هناك نهاية أخرى للقصة وهي ان كراش يقوم بانقاذ تاونا بدون محاربة الدكتوران بريو وكورتكس عن طريق جمع كل الجواهر والمفاتيح في اللعبة.
- كراش
- كراش بنديكوت 2
- كراش بنديكوت حول العالم
- كراش باش

## روابط خارجية
- كراش بانديكوت على موقع IMDb (الإنجليزية)